# 白崎裕子
白崎 裕子（しらさき ひろこ、1969年 - ）は東京都出身（埼玉県育ち）の日本の料理研究家。神奈川県葉山の海辺に建つ古民家にて、オーガニック料理教室「白崎茶会」を主宰。地粉のパンや麺。グルテンフリー・ビーガンのスイーツ。昔ごはん、発酵食などの定番メニューから、新作メニューまで、様々なクラスを開催している。海沿いで教室を開催しているが、海岸にはいっさい下りず、ほぼ台所で一日を過ごす。座右の銘は「魂こがしてパンこがさず」。好きな果物は柿。2020年6月20日より、サブスクリプション形式によるオンライン講座「白崎裕子のレシピ研究室」を運営。

## 来歴・人物
2001年、埼玉県寄居町にてオーガニックカフェ「豆花茶席」オープン。料理教室「モダン茶会」を開催。
2007年、逗子「陰陽洞」主宰のスイーツ＆パン教室「インズヤンズ茶会」の講師を担当。
2008年より海辺のオーガニック料理教室「白崎茶会」を開催。現在に至る。
書籍「白崎茶会のあたらしいおやつ」「へたおやつ」（共にマガジンハウス）にて、２年連続で料理レシピ本大賞 in Japan（お菓子部門）を受賞。
これらの作品を通して白崎さんは、「今までにないもの、足りなかったものを作ってこそ本にする意義がある」という思いをさらに強くするようになったという。

## 著作
- DVD 魔女のレシピ ～これってマクロビオティック?～（アロハス株式会社　2008年12月）[4]
- にっぽんのパンと畑のスープ～なつかしくてあたらしい、白崎茶会のオーガニックレシピ～（WAVE出版　2010年2月）
- にっぽんの麺と太陽のごはん〜なつかしくてあたらしい、白崎茶会のオーガニックレシピ2（WAVE出版　2011年4月）
- かんたんお菓子～なつかしくてあたらしい、白崎茶会のオーガニックレシピ～（WAVE出版　2012年9月）
- かんたんデザート～なつかしくてあたらしい、白崎茶会のオーガニックレシピ～（WAVE出版　2014年6月）
- ココナッツオイルのかんたんレシピ～いつものごはんからおやつまで～（WAVE出版　2014年9月）
- 白崎茶会のかんたんパンレシピ（学研パブリッシング　2015年3月）
- 秘密のストックレシピ（マガジンハウス　2015年9月）
- 白崎茶会のあたらしいおやつ ー小麦粉を使わない かんたんレシピ（マガジンハウス　2016年9月）
- へたおやつ ー小麦粉を使わない 白崎茶会のはじめてレシピ（マガジンハウス　2017年12月）
- 白崎裕子の必要最小限レシピ ー料理は身軽に（KADOKAWA　2018年6月）
- 白崎裕子の料理とおやつ：うかたま連載５年分！（農文協　2018年12月）
- 白崎茶会の癒しのスープ（NHK出版　2020年12月）
- 白崎茶会 植物生まれのやさしいお菓子〜卵、小麦粉、乳製品を使わないかろやかなおいしさ（扶桑社　2020年12月）
- 白崎茶会の発酵定食（マガジンハウス　2021年６月）
- 白崎茶会の「豆乳ヨーグルト」のおかずとおやつ（マガジンハウス　2022年２月）

## 雑誌掲載
- NHK出版「きょうの料理」「シラサキパン」（連載中）
- マガジンハウス「クロワッサン」「白崎茶会の発酵定食」（連載中）
- 扶桑社「ESSE」「白崎茶会の３時の優しいおやつ」（連載中）
- マガジンハウス「クロワッサン」第1029号「白崎茶会の、かんたん発酵おやつ」レシピ7品掲載（2020年9月）
- 暮しの手帖社「暮しの手帖」第5世紀4号「白崎裕子の野菜スープのレシピ（野菜スープの法則）」13ページ掲載（2020年1月）[5]
- 扶桑社「暮らしを楽しむ、台所。」白崎茶会の台所と台所回り、道具など10ページ掲載（2019年9月）[6]
- マガジンハウス「クロワッサン」第996号 月1回連載「白崎茶会の発酵定食」開始（2019年4月）
- 扶桑社「ESSE」11月号　巻頭特集「小麦粉、卵、乳製品を使わない白崎茶会のシンプルおやつ」掲載（2018年11月）

## メディア出演
- J-WAVE「GOOD NEIGHBORS」内コーナー「TABLESIDE STORY」（クリス智子）にて書籍「白崎裕子の必要最小限レシピ」が朗読（2020年5月11日より5日間）
- NHK「あさイチ」 「みんな！ごはんだよ。」黄ニラ料理レシピ紹介（2019年11月）
- NHK Eテレ『きょうの料理・つくろう！にっぽんの味４７』（21時〜21時25分） 徳島県特産物なると金時を使った料理レシピ紹介（2019年10月）[7]
- NHK Eテレ『きょうの料理』（21時〜21時25分）せいろ料理レシピ紹介（2018年11月）
- TBSラジオ「ジェーン・スー　生活は踊る」出演　グルテンフリーのおやつレシピ２品紹介（2018年9月）

## 受賞歴
- 「第5回料理レシピ本大賞 in Japan 2018」『へたおやつ 〜小麦粉を使わない白崎茶会のはじめてレシピ』（マガジンハウス）がお菓子部門大賞受賞
- 「第4回料理レシピ本大賞 in Japan 2017」『白崎茶会のあたらしいおやつ』（マガジンハウス）がお菓子部門の大賞受賞